# Dorfkirche Lietzow

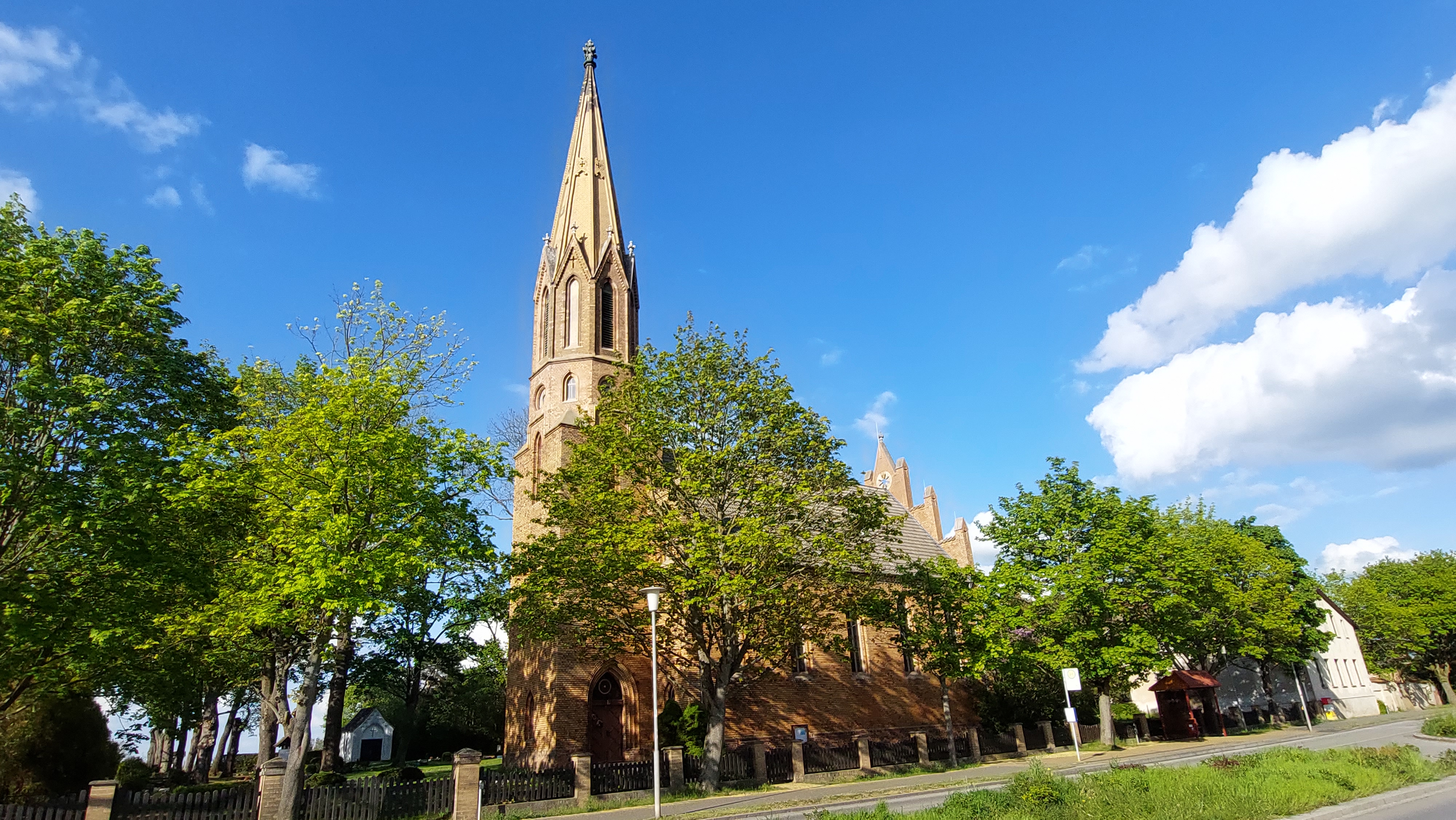
Dorfkirche Lietzow (April 2022)

Die evangelische Dorfkirche Lietzow ist eine von 1863 bis 1865 errichtete Saalkirche in Lietzow, einem Ortsteil der Stadt Nauen im brandenburgischen Landkreis Havelland. Die Kirchengemeinde gehört dem Kirchenkreis Nauen-Rathenow der Evangelischen Kirche Berlin-Brandenburg-schlesische Oberlausitz an. Das Gebäude steht unter Denkmalschutz.

## Geschichte und Baubeschreibung
Die Dorfkirche entstand am Standort eines spätbarocken Vorgängerbaus von 1791, der 1859 – vermutlich durch Brandstiftung – niederbrannte. Die heutige neugotische Dorfkirche wurde zwischen 1863 und 1865 errichtet, nach Plänen eines Architekten namens Becker, die von Ferdinand Wilhelm Horn und Friedrich August Stüler modifiziert wurden. Die Bauausführung oblag dem Baubeamten Otto Ferdinand Lorenz.
Es ist eine Saalkirche aus gelbem Backstein. Der als Stufenportal ausgeführte Hauptzugang liegt an der südlichen Seite des ca. 37,7 Meter hohen Turms und zeigt auf die Hauptstraße, obwohl das Kirchenschiff insgesamt parallel zu ihr steht. Der Turm ist im unteren Bereich viereckig, erst oberhalb des Dachfirstes geht er in eine oktogonale Form über. Der Turm schließt mit einem gemauerten, ebenfalls achtseitigen, spitzen Helmdach ab. Den Abschluss bildet eine Kreuzblume.
Das Schiff hat auf beiden Seiten jeweils fünf spitzbögige Maßwerkfenster. Die Dachkonstruktion des Schiffs liegt im Innenraum frei. Die polygonale Apsis ist durch einen Spitzbogen vom Schiff abgetrennt und wird von einem Rippengewölbe überspannt. 1957 wurde der Bereich unter der Orgelempore vom restlichen Schiff durch eine Wand abgetrennt und zur Winterkirche umfunktioniert.
Seit 1997 wurde die Kirche schrittweise saniert und dabei auch die Turmuhr instand gesetzt. Weiterhin sollen die Fenster rekonstruiert und das Dach an der Südseite erneuert werden. Das Geläut darf seit einigen Jahren nicht mehr genutzt werden, da die Statik des Gebäudes beschädigt ist (Stand: April 2025). Die Kirchengemeinde behilft sich mit einer Aufzeichnung des Glockenklangs, der mittels einer Audio-Anlage wiedergegeben wird.

Ansichten
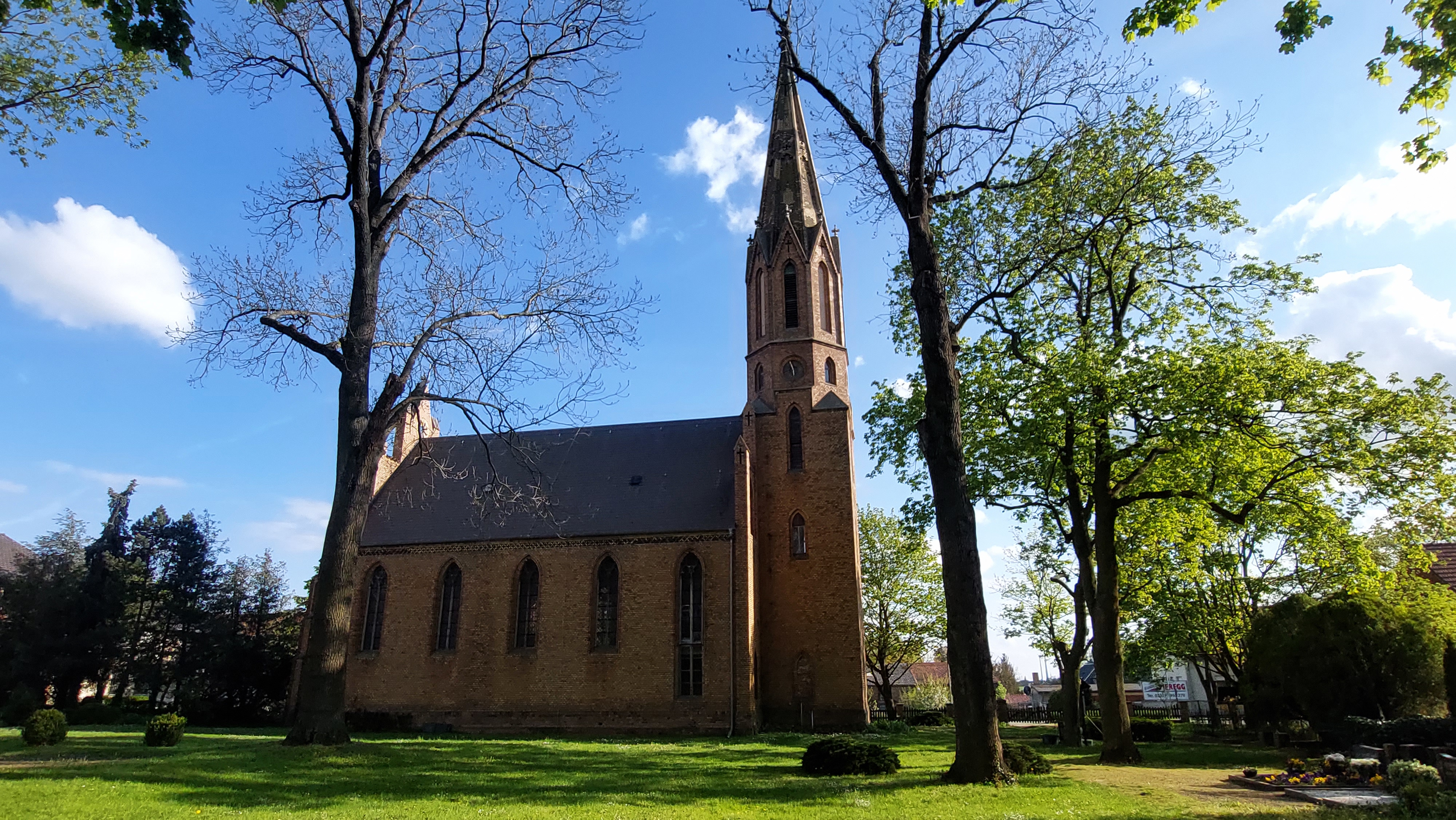
Rückwärtige Ansicht
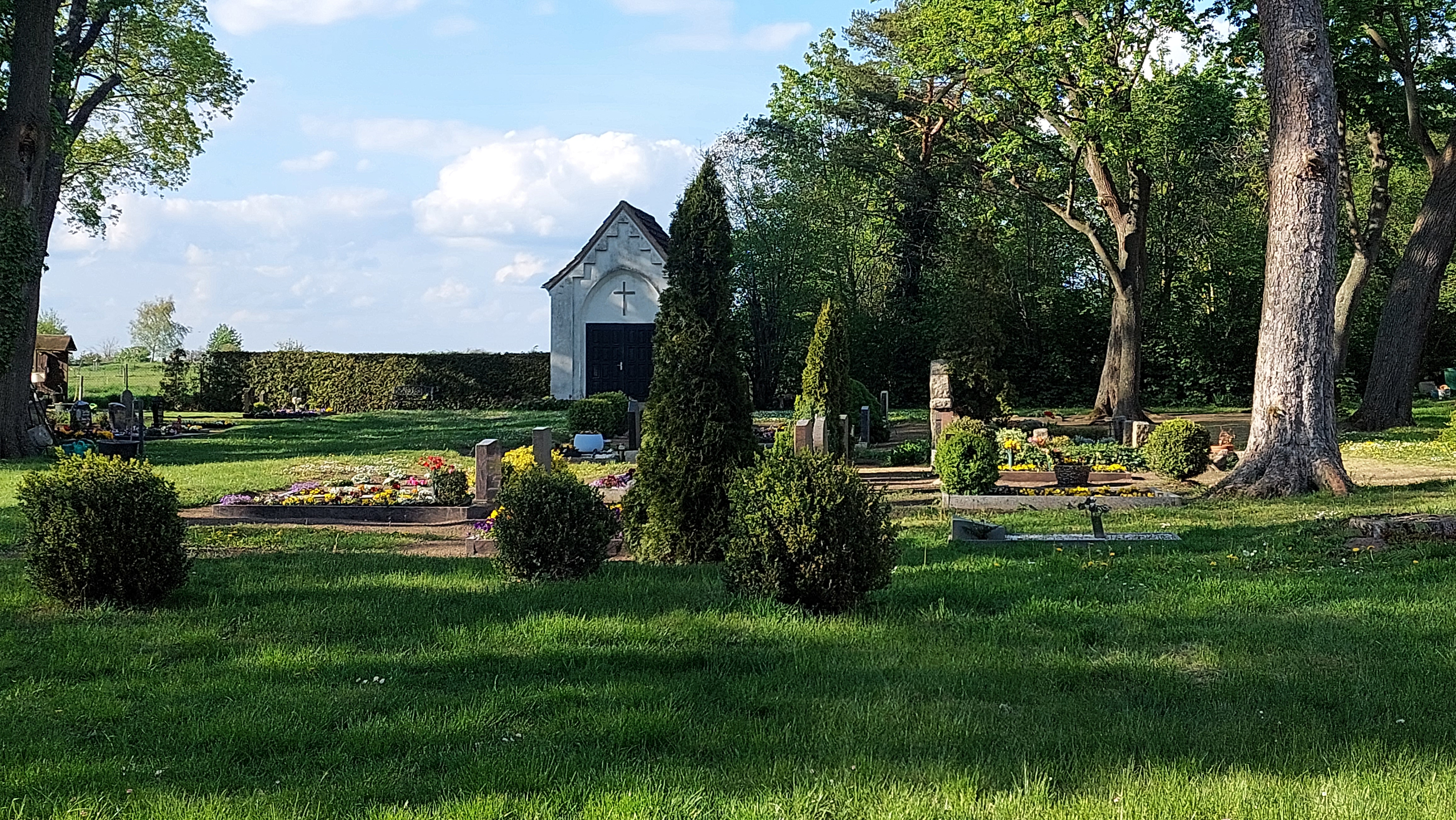
Friedhof mit Kapelle
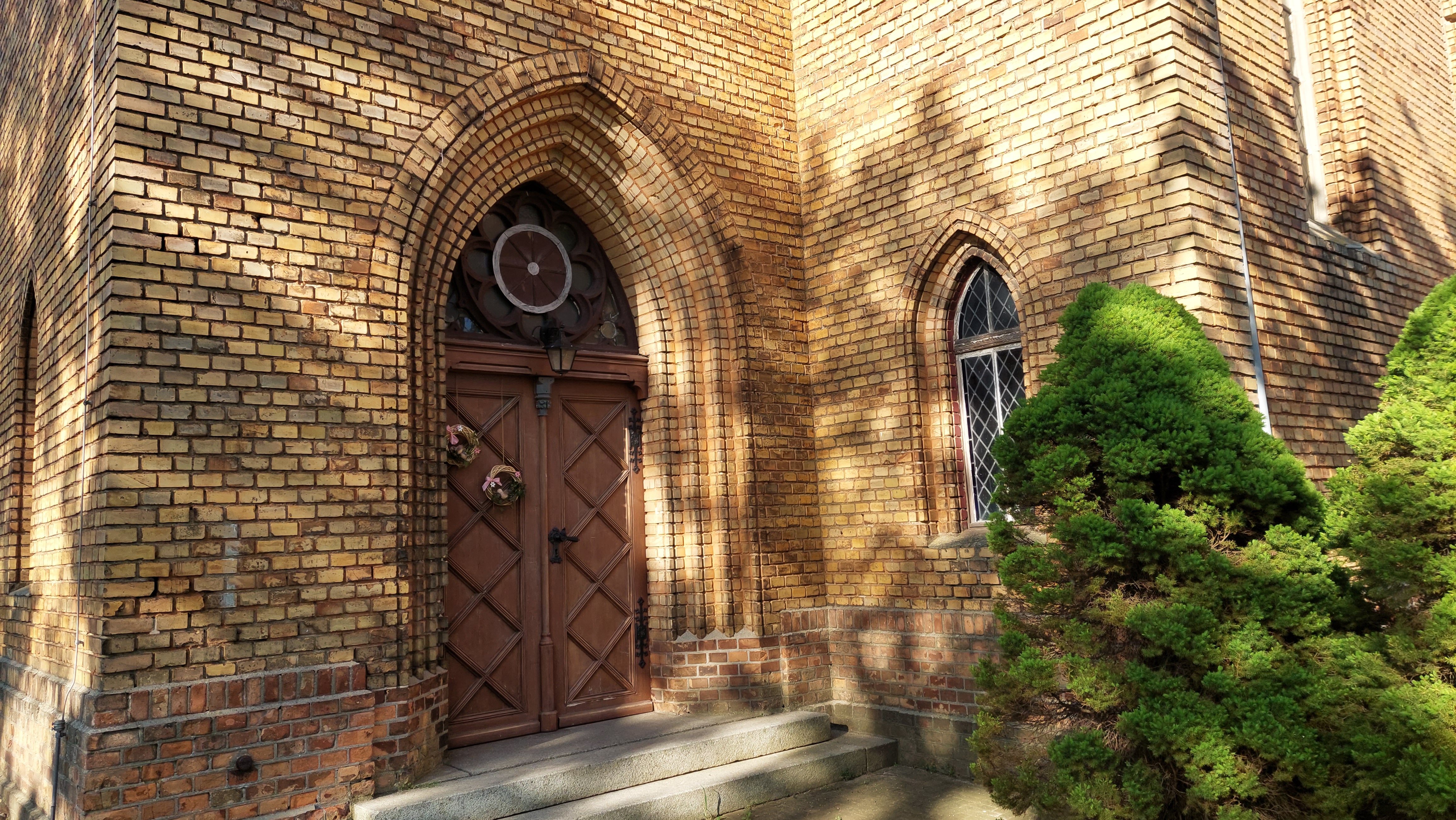
Hauptzugang
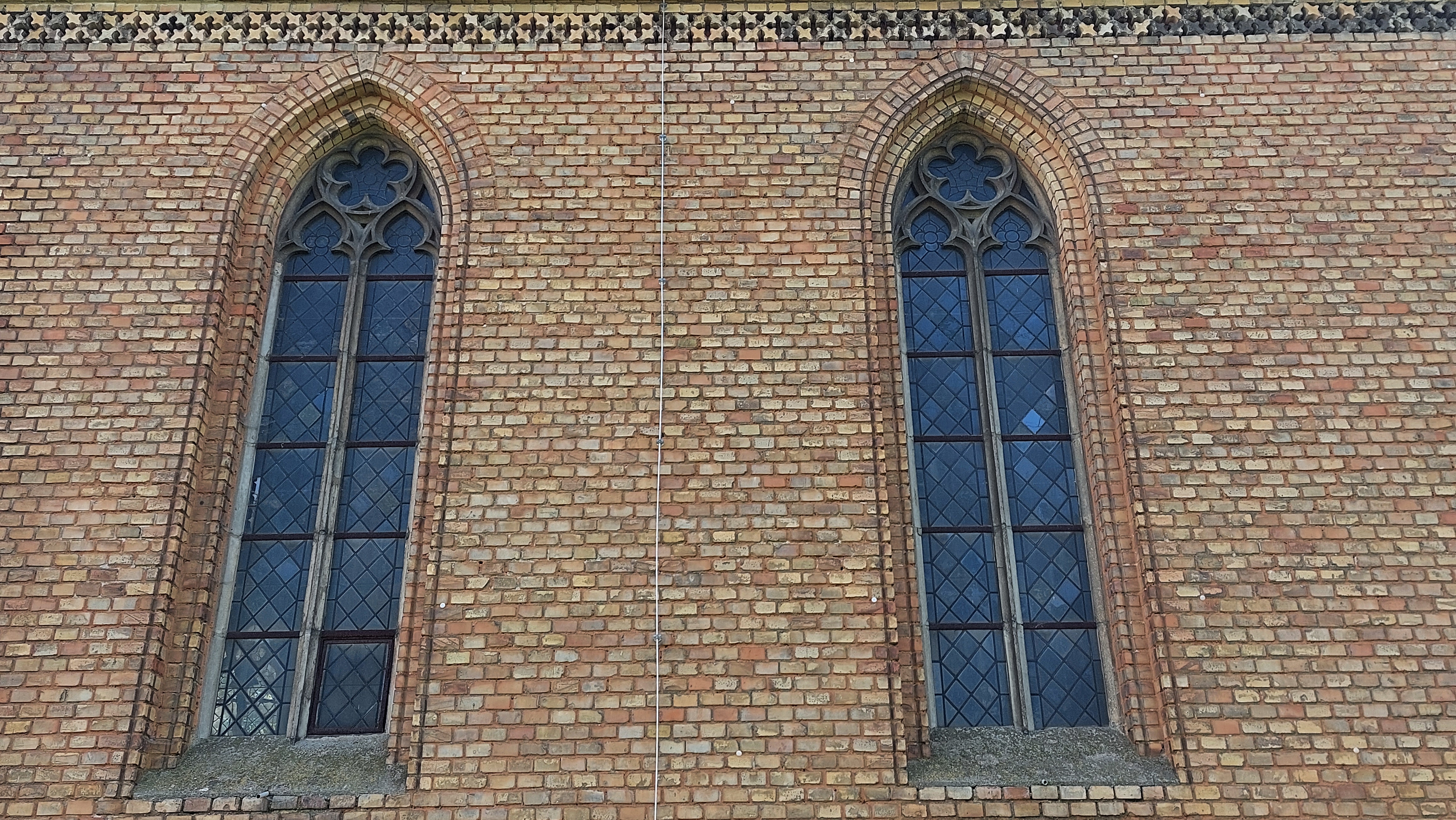
Spitzbögige Fenster mit Maßwerk

## Ausstattung
Die Kirchenausstattung entstand überwiegend aus Beton; ein für den Zeitraum seiner Entstehung damals „völlig neuartigen und zudem preiswerten Baustoff“. Hieraus entstanden der Altar, der Taufstein und die gewendelte Turmtreppe. Ebenso wurde das Fenstermaßwerk und die Ziffernblätter der Uhr aus Beton angefertigt.

## Orgel
Die erste Orgel wurde vom Orgelbauer Wilhelm Heerwagen in Klosterhäseler 1865 gebaut. Sie wurde wahrscheinlich 1889 von Carl Eduard Gesell aus Potsdam sowie 1916 von Alexander Schuke, Orgelbau, instand gesetzt. 1945 wurde die Orgel nach Beschädigungen abgebaut. 2005 wurde eine 1977 von Schuke erbaute Orgel aus der St. Nikolaikirche in Potsdam eingebaut, nachdem diese eine neue erhalten hatte. Die Disposition lautet:
| I Manual C–g3 |                        |     |
| 1.            | Gedackt                | 8′  |
| 2.            | Principal              | 4′  |
| 3.            | Rohrflöte              | 4′  |
| 4.            | Blockflöte             | 2′  |
| 5.            | Quintadena (bis a)     | 2′  |
| 6.            | Sesquialtera II (ab h) |     |
| 7.            | Scharff III            | 2⁄3 |

| Pedal C–f1 |        |     |
| 8.         | Pommer | 16′ |

- Koppel: I/P

## Glocken
Das Geläut der Kirche besteht aus drei Stahlgussglocken. Wegen der Baufälligkeit des Turmes und der durch die Glocken entstehenden Schwingungen durfte es ab dem Sommer 2020 zunächst nicht mehr erklingen. Nach Sanierungsarbeiten wurde es Anfang 2022 wieder in Betrieb genommen.